# Benjamin Georg Sporon

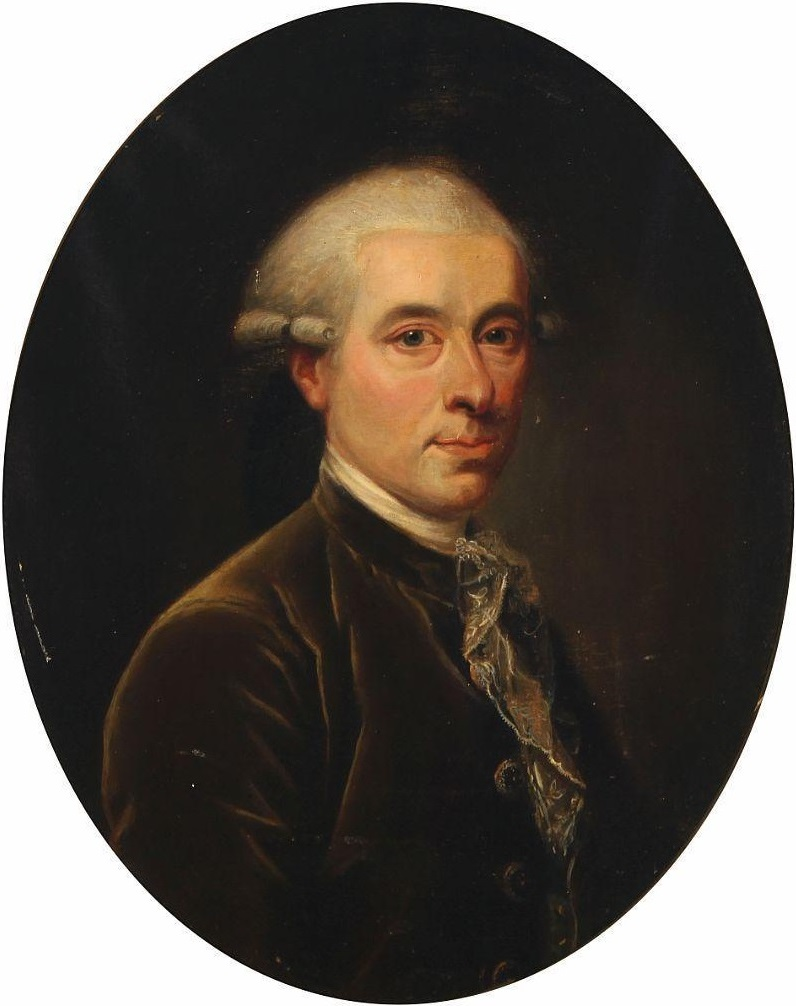
Benjamin Georg Sporon.

Benjamin Georg Sporon, född 3 juni 1741 i Køge och död 23 mars 1796, var en dansk ämbetsman, språkvetare och psalmförfattare. 
Sporon är representerad i danska Psalmebog for Kirke og Hjem med en översättning (1777) till danska av psalmen Naglet til et kors på jorden. Sporon samarbetade med Ove Høegh Guldberg och utsågs till kronprinsens lärare, varvid han utnämndes till statsråd. Han skrev själv prinsens läroböcker och utgav flera böcker i språkliga ämnen, bland annat den första danska synonymordboken. Vid sin död var han amtman i Vejle amt.